# Лисянь (Хунань)
Лисянь (кит. упр. 澧县, пиньинь Lǐ xiàn) — уезд городского округа Чандэ провинции Хунань (КНР). Уезд назван по реке Лишуй.

## История
Во времена империи Лян в 555 году была создана Личжоуская область (澧州). После объединения китайских земель в составе империи Суй место пребывания властей области было в 589 году выделено в уезд Лиян (澧阳县), а в 607 году область была расформирована, и вместо неё был создан Лиянский округ (澧阳郡). После смены империи Суй на империю Тан Лиянский округ в 621 году опять стал Личжоуской областью, в 742 году — снова Лиянским округом, в 758 году — снова Личжоуской областью. После монгольского завоевания и образования империи Юань область была в 1277 году преобразована в Личжоуский регион (澧州路). 
После свержения власти монголов Личжоуский регион был в 1364 году переименован в Личжоускую управу (澧州府). После основания империи Мин управа была в 1376 году вновь понижена в статусе до области и подчинена властям Юэчжоуской управы (岳州府); уезд Лиян был при этом расформирован, а его территория перешла под непосредственное управление областных властей. Во времена империи Цин область была в 1729 году подчинена напрямую властям провинции, став Личжоуской непосредственно управляемой областью (澧州直隶州). После Синьхайской революции в Китае была проведена реформа структуры административного деления, в ходе которой области были упразднены, поэтому в 1913 году Личжоуская непосредственно управляемая область была расформирована, а территория, ранее находившаяся под прямым управлением областных властей, стала уездом Лисянь.
После образования КНР в 1949 году был создан Специальный район Чанфэн (常沣专区), и уезд вошёл в его состав. 29 августа 1950 года Специальный район Чанфэн был переименован в Специальный район Чандэ (常德专区). 19 октября 1950 года урбанизированная часть уезда Лисянь была выделена в город Цзиньши, 20 мая 1963 года город Цзиньши был опять присоединён к уезду Лисянь. В 1970 году Специальный район Чандэ был переименован в Округ Чандэ (常德地区).
19 декабря 1979 года городской уезд Цзиньши был вновь выделен из уезда Лисянь.
Постановлением Госсовета КНР от 23 января 1988 года округ Чандэ был преобразован в городской округ.

## Административное деление
Уезд делится на 4 уличных комитета и 15 посёлков.

## Достопримечательности
- Руины Лицзяган
  - Древние рисовые поля периода культуры Пэнтоушань
- Руины Чэнтоушань[3]